# Gustaf Malmström
Gustaf Malmström (n. 4 iulie 1884, Malmö, Malmöhus⁠(d), Suedia – d. 24 decembrie 1970, Malmö, Malmöhus⁠(d), Suedia) a fost un luptător ce a reprezentat Suedia, medaliat olimpic. A participat la o ediție a Jocurilor Olimpice (1912) în care a câștigat o medalie de argint.

## Participări
Lista de mai jos prezintă principalele competiții la care a participat Gustaf Malmström de-a lungul carierei.
- wrestling at the 1912 Summer Olympics – men's Greco-Roman lightweight[*]